# Krasnojarskoje (Kaliningrad)
Krasnojarskoje (russisch Красноярское, deutsch Sodehnen) ist ein Ort in der russischen Oblast Kaliningrad im Rajon Osjorsk. Er gehört zur kommunalen Selbstverwaltungseinheit Munizipalkreis Osjorsk.

## Geographische Lage
Krasnojarskoje liegt im Norden des Rajon Osjorsk an der Regionalstraße 27A-043 (ex R 517) zwischen Tschernjachowsk (Insterburg) (17 Kilometer) und Osjorsk (Darkehmen/Angerapp) (15 Kilometer). Durch den Ort führt auch die Kommunalstraße 27K-160 von Sadowoje (Szallgirren/Kreuzhausen) (22 Kilometer) nach Majakowskoje (Nemmersdorf) (neun Kilometer).
Die nächste Bahnstation ist Tschernjachowsk an der Bahnstrecke Kaliningrad–Tschernyschewskoje zur Weiterfahrt nach Litauen (Teilstück der ehemaligen Preußischen Ostbahn). Bis 1945 war Sodehnen eine eigene Bahnstation an der Bahnstrecke Insterburg–Lyck.

## Ortsname
Die deutsche Ortsbezeichnung Sodehnen kam bis 1945 in der Provinz Ostpreußen mehrfach vor, so im nahegelegenen Kreis Gumbinnen das von 1938 bis 1945 in Heinsort (russisch: Sernowoje, nicht mehr existent) und im Kreis Preußisch Eylau ein Dorf im heutigen Polen (Sodziany, ebenfalls nicht mehr existent). Im östlichen Nachbarkreis Stallupönen (1938–1945 Ebenrode) gab es den Ort Groß Sodehnen (1938–1945 Grenzen, heute russisch: Nekrassowo).

## Geschichte
Seit 1874 war Sodehnen als Landgemeinde Namensgeber eines Amtsbezirks im Kreis Darkehmen (seit 1938 Landkreis Angerapp).
Im Januar 1945 wurde der Ort von der Roten Armee besetzt. Die neue Polnische Provisorische Regierung ging zunächst davon aus, dass er mit dem gesamten Kreis Darkehmen (Angerapp) unter ihre Verwaltung fallen würde. Im Potsdamer Abkommen (Artikel VI) von August 1945 wurde die neue sowjetisch-polnische Grenze aber unabhängig von den alten Kreisgrenzen anvisiert, wodurch der Ort unter sowjetische Verwaltung kam. Die polnische Umbenennung des Ortes in Sodziany im Juli 1947 wurde (vermutlich) nicht mehr wirksam. Im November 1947 erhielt der Ort den russischen Namen Krasnojarskoje und wurde gleichzeitig in den Dorfsowjet Sadowski selski Sowet im Rajon Osjorsk eingeordnet. Seit etwa 1970 war Krasnojarskoje selber Verwaltungssitz dieses Dorfsowjets. Von 2008 bis 2014 war der Ort Verwaltungssitz einer Landgemeinde, von 2015 bis 2020 gehörte er zum Stadtkreis Osjorsk und seither zum Munizipalkreis Osjorsk.

### Einwohnerentwicklung
| Jahr | Einwohner |
| ---- | --------- |
| 1910 | 333       |
| 1925 | 339       |
| 1933 | 372       |
| 1939 | 422       |
| 2002 | 608       |
| 2010 | 575       |

### Amtsbezirk Sodehnen
Der Amtsbezirk Sodehnen wurde zum 6. Mai 1874 aus sieben Landgemeinden und einem Gutsbezirk gebildet:
| Name (bis 1938)    | Name (1938–1946) | Name (seit 1946)                     | Bemerkungen                                    |
| ------------------ | ---------------- | ------------------------------------ | ---------------------------------------------- |
| Landgemeinden:     |                  |                                      |                                                |
| Auxinnen           | Ammerau          | Rasskasowo heute nicht mehr existent |                                                |
| Didwischken        | Dittwiese        | Nabereschnoje                        |                                                |
| Groß Kallwischken  | Großkallwen      | --                                   |                                                |
| Grünheyde          | Grünheide        | --                                   | 1875 in den Kreis Gumbinnen ausgegliedert      |
| Labowischken       | Labonen          | Ljubinoje                            |                                                |
| Rosenberg          | Rosenberg        | --                                   |                                                |
| Sodehnen           | Sodehnen         | Krasnojarskoje                       |                                                |
| Gutsbezirk:        |                  |                                      |                                                |
| Klein Kallwischken | Kleinkallwen     | --                                   | 1928 in die Landgemeinde Auxinnen eingemeindet |

Am 1. Januar 1945 gehörten zum Amtsbezirk Sodehnen noch die sechs Gemeinden Ammerau, Dittwiese, Großkallwen, Labonen, Rosenberg und Sodehnen, von denen heute lediglich noch das Amtsdorf selber existiert.

### Krasnojarskoje selskoje posselenije 2008–2014

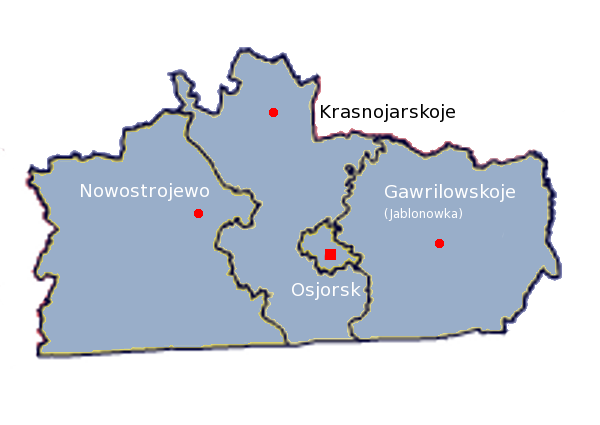
Verwaltungsgliederung des Rajons Osjorsk von 2008 bis 2014

Die Landgemeinde Krasnojarskoje selskoje posselenije (ru. Красноярское сельское поселение) wurde im Jahr 2008 eingerichtet und umfasste 31 Orte, die in Russland „Siedlung“ (possjolok) genannt werden. Diese gehörten vorher den Dorfbezirken Lwowski selski okrug und Sadowski selski okrug an. Im Jahr 2014 wurde die Landgemeinde aufgelöst und deren Siedlungen in den neu gebildeten Stadtkreis Osjorsk eingegliedert.
| Ortsname         | deutscher Name                    |  | Ortsname      | deutscher Name                        |
| ---------------- | --------------------------------- |  | ------------- | ------------------------------------- |
| Antonowka        | Adamischken                       |  | Peski         | Bagdohnen (Kleinsausreppen)           |
| Bogdanowo        | Emmahof                           |  | Retschkalowo  | Abschermeningken (Fuchstal)           |
| Karpowka         | Klein Dumbeln (Kleinkranichfelde) |  | Rubinowka     | Rauben                                |
| Klimowka         | Kamanten                          |  | Sadoroschje   | Mallenuppen (Gembern)                 |
| Kolchosnoje      | Krauleidszen (Schöppenfelde)      |  | Sadowoje      | Ballethen                             |
| Konewo           | Szameitschen/Waldhorst            |  | Samostje      | Klein Datzen                          |
| Konstantinowka   | Kieselkehmen (Kieselkeim)         |  | Sapolje       | Friedrichsfelde                       |
| Krasnojarskoje   | Sodehnen                          |  | Schischkowo   | Schillehlen (Sillenfelde)             |
| Kusmino          | Kurschen                          |  | Schmatowka    | Schwirgsden (Königsgarten)            |
| Lesnitschje      | Milchbude                         |  | Schuwalowo    | Groß Wischtecken (Ullrichsdorf)       |
| Lwowskoje        | Gudwallen                         |  | Sebeschskoje  | Demildszen (Kleinkamanten)            |
| Maloje Putjatino | Scherrewischken (Bruderhof)       |  | Stolbowoje    | Klein Pruschillen (Kleinpreußenbruch) |
| Meschdulessje    | Alt Thalau                        |  | Swerewo       | Gotthardsthal                         |
| Meschduretschje  | Auerfluß                          |  | Tschistopolje | Jodszinn (Sausreppen)                 |
| Minskoje         | Groß Pelledauen (Jungferngrund)   |  | Wolnoje       | Wollehlen                             |
| Nowo-Gurjewskoje | Kallnen                           |  |               |                                       |

## Kirche

### Kirchengebäude
Die 1934 erbaute Kirche in Sodehnen hatte den Krieg gut überstanden. Jedoch wurde sie nach 1945 als Lagerhalle für Kunstdünger benutzt, Ende der 1980er Jahre erfolgte sogar ein tiefgreifender Umbau mit Einrichtung einer Kantine sowie von Werkstatträumen. Der Turm wurde auf Dachfirsthöhe reduziert. An eine Nutzung als Gotteshaus war nicht zu denken.
Google Streetview-Aufnahmen aus dem Oktober 2012 zeigen, dass das Kirchenschiff eingestürzt war. Auf Luftbildern des Sommers 2019 ist am Standort der Kirche nichts mehr zu sehen, es ist also davon auszugehen, dass das Gebäude zwischenzeitlich komplett abgerissen wurde (Koordinaten 54°31'22.54"N 21°56'23.96"E).

### Kirchengemeinde
Die bis 1945 überwiegend evangelische Bevölkerung gehörte zum Kirchspiel Ballethen im Kirchenkreis Darkehmen (1938–1946 Angerapp) in der Kirchenprovinz Ostpreußen der Kirche der Altpreußischen Union. Gab es zwischen 1881 und 1913 bereits für Sodehnen zuständige Hilfsprediger, so wurde ab 1913 in dem Filialort eine eigene Pfarrstelle errichtet, die bis 1945 besetzt war und deren Inhaber in Sodehnen wohnten.
Heute gibt es in Krasnojarskoje wieder eine evangelische Gemeinde. Sie ist eine Filialgemeinde der Salzburger Kirche in Gussew (Gumbinnen) und gehört zur Propstei Kaliningrad innerhalb der Evangelisch-lutherischen Kirche Europäisches Russland (ELKER).

### Pfarrer
Bis 1913 waren die Geistlichen des Kirchdorfs Ballethen für Sodehnen zuständig. Dann amtierten in Sodehnen selbst als Pfarrer (2. Stelle zu Ballethen):
- Walter Strazim, 1913–1923
- William Papendorf, 1924–1929
- Friedrich Rink, 1929–1931
- Gerhard Matern, 1933–1940
- Ewald Leonhardt, 1940–1945